# Pîlivka, Ohtîrka
Pîlivka (în ucraineană Пилівка) este un sat în comuna Huhra din raionul Ohtîrka, regiunea Sumî, Ucraina.

## Demografie
Componența lingvistică a localității Pîlivka
     Ucraineană (95,83%)
     Rusă (4,17%)
Conform recensământului din 2001, majoritatea populației localității Pîlivka era vorbitoare de ucraineană (95,83%), existând în minoritate și vorbitori de rusă (4,17%).